# Đông Hiếu
Đông Hiếu là một xã thuộc tỉnh Nghệ An, Việt Nam. Xã được hình thành trên cơ sở sáp nhập các xã Đông Hiếu, Nghĩa Mỹ và Nghĩa Thuận của thị xã Thái Hòa trong đợt Sáp nhập tỉnh thành Việt Nam 2025.

## Hành chính và tên gọi
Xã Đông Hiếu được thành lập theo Nghị quyết số 1678/NQ-UBTVQH15 của Ủy ban Thường vụ Quốc hội Việt Nam, ban hành ngày 16 tháng 6 năm 2025. Theo đó, sắp xếp toàn bộ diện tích tự nhiên, quy mô dân số của các xã Đông Hiếu, Nghĩa Mỹ và Nghĩa Thuận thuộc thị xã Thái Hòa trước đây thành một xã mới có tên gọi là xã Tây Hiếu.
Trước đó, theo Đề án sắp xếp đơn vị hành chính cấp xã tỉnh Nghệ An, xã này là xã Thái Hòa 3.
Sau sắp xếp xã có diện tích tự nhiên: 63,87 km2, quy mô dân số: 28.634 người. Về địa lý, phía Đông giáp xã Nghĩa Thọ, xã Quỳnh Tam và xã Quỳnh Thắng, phía Nam giáp xã Nghĩa Lộc và xã Quỳnh Tam, phía Tây giáp phường Thái Hòa, phía Bắc giáp xã Nghĩa Đàn và xã Nghĩa Thọ.